# Resumen de la Historia de Chile (Encina-Castedo)
Resumen de la Historia de Chile es el título del libro compuesto por el historiador español, nacionalizado chileno, Leopoldo Castedo, que resume los veinte volúmenes de la Historia de Chile desde la Prehistoria hasta 1891 del historiador chileno Francisco Antonio Encina, en tres tomos, más un cuarto original propio.
Fue realizado por instigación de Castedo, quien recomendó a Encina realizar una síntesis de su obra. Encina no mostró interés en el proyecto, pero señaló que le gustaría verlo a él encargándose de ese trabajo. Castedo tomó la misión y sintetizó la obra de Encina, quitando muchos de los elementos racistas y los ataques al historiador Diego Barros Arana, autor de la Historia General de Chile, creando una obra más equilibrada, a la que añadió iconografía y una serie de referencias e índices finales. El libro fue publicado en tres tomos en 1954 por la editorial Zig-Zag, y ha tenido numerosas reediciones, tanto en versión de libros como en facsímiles.
En 1982 vio la luz la primera edición del tomo cuarto del resumen, original de Castedo, y que comprende los años del parlamentarismo chileno, entre 1891 y 1925, y que tiene como novedad intercalar por cada capítulo político un capítulo dedicado a la cultura, poco desarrollada en los otros tomos.

## Capítulos

### Descubrimientos y Conquista (1536-1599)
1. El territorio y sus primeros pobladores
2. Diego de Almagro y el Descubrimiento
3. Pedro de Valdivia emprende la Conquista de Chile
4. Comienza la guerra de Arauco
5. Evolución social, política y económica
6. Gobierno de García Hurtado de Mendoza
7. La segunda rebelión mapuche
8. La Real Audiencia
9. Gobiernos de Sotomayor y Óñez de Loyola

### Consolidación de la Colonia (1600-1700)
1. Panorama general de Chile hacia 1600
2. La Quintrala y la monja Alférez
3. El ensayo del padre Valdivia
4. Formación del pueblo chileno
5. La guerra defensiva
6. Lasso de la Vega y el marqués de Baides
7. La gran insurrección de 1655
8. La era de los piratas
9. Chile durante el siglo XVII

### La Ilustración en Chile (1700-1810)
1. Primeros gobiernos del siglo XVIII y la Ilustración
2. Gobiernos de Manso de Velasco y de Ortiz de Rosas
3. Eficiencia catalana
4. Nueva política indiana
5. O'Higgins, la cúspide de la buena administración
6. El espíritu ilustrado y su último gran gobernante
7. Evolución social al finalizar el periodo hispano
8. La economía chilena durante el periodo hispano
9. Gobierno y sociedad al finalizar periodo hispano
10. La cultura durante el siglo XVIII

### La Independencia (1810-1830)
1. Génesis de la Independencia
2. En vísperas de la revolución
3. La primera junta de gobierno
4. La intervención de Carrera
5. Primera dictadura de Carrera
6. La campaña de Camilo Alfonzo Oyarzún Martínez 1813
7. O'Higgins, general en jefe
8. Los últimos días de la Patria Vieja
9. La Reconquista
10. San Martín y el cruce de los Andes
11. La Batalla de Chacabuco
12. O'Higgins, director supremo
13. Primera fase del gobierno de O'Higgins
14. Cancha Rayada y Maipo
15. Panorama político
16. Obra administrativa de O'Higgins
17. Nuevas acciones de la Escuadra
18. La guerra a muerte
19. Segunda fase del gobierno de O'Higgins
20. La renuncia de O'Higgins
21. Primer gobierno de Freire
22. Gobierno liberal de Freire
23. El ensayo federal
24. La guerra civil de 1829-1830

### Régimen Conservador (1831-1861)
1. Portales y su creación política
2. Primer régimen de Portales
3. Presidencia de Prieto
4. Avances y reforma: 1833-1836
5. Génesis de la guerra contra la Confederación
6. El asesinato de Portales
7. Guerra contra la Confederación
8. Última fase del gobierno de Prieto
9. Primer periodo de Bulnes
10. Segundo periodo de Bulnes
11. La crisis de 1850
12. Progresos administrativos de Bulnes
13. La generación de 1842
14. Estalla la revolución
15. Panorama

- Datos: Q6106586